# جيمس جيروم كيلين
جيمس جيروم كيلين (بالإنجليزية: James Jerome Killeen)‏ هو كاهن كاثوليكي أمريكي، ولد في 17 يوليو 1917 في نيويورك في الولايات المتحدة، وتوفي في 8 سبتمبر 1978.